# Bolacho
El bolacho es una especialidad culinaria de la gastronomía portuguesa y gallega (sur de Galicia) procedente de la antigua região do Minho, en el norte de Portugal. Los bolachos se denominan también belouras, farinhatos, piloucos o bicas. En su elaboración participa principalmente la harina de trigo (farinha de trigo, la levadura, el caldo de haber cocido carnes (normalmente carnes para el sarrabulho), sangre de cerdo, comino y pimienta. Los ingredientes se mezclan en forma de bola, que será posteriormente cocida. Tras esta operación de cocido, se corta en rebanadas. A estas rebanadas (rodelas) se las denominan bolachos, que generalmente son fritos acto seguido. Se emplean generalmente como acompañamiento de platos de carne como pueden ser los rojões à moda do Minho.